# Clark (Colorado)
Clark ist ein gemeindefreies Gebiet mit einem US-Postamt in Routt County, Colorado, USA. Das Postamt von Clark hat die Postleitzahl 80428.

## Geografie
Der Ort liegt an der County Road 129. Das Gebiet liegt in einer Höhe von 2212 Metern.